# Elmdon (motorfiets)
Elmdon is een Brits historisch merk van motorfietsen.
De bedrijfsnaam was: Joseph Bourne & Sons, Birmingham.
Joseph Bourne & Sons werd al in 1840 opgericht en stond in 1896 geregistreerd als producent van fietsen. In 1904 bouwde men 1,3pk-motorfietsen onder de merknaam "Chariot", maar die productie eindigde waarschijnlijk nog in hetzelfde jaar.
In 1915 begon men met de productie van motorfietsen met de zeer populaire 269cc-tweetakt-inbouwmotoren die rond 1913 door Viliers op de markt waren gebracht en die in eigen frames werden gemonteerd. Klanten konden kiezen voor modellen met een- of twee versnellingen en de machines hadden riemaandrijving. Na de Eerste Wereldoorlog leverde Elmdon ook een 6pk-model.
Tot een grote productie kwam het niet, want de productie werd vrijwel onmiddellijk stilgelegd toen de productie van motorfietsen voor civiel gebruik vanwege het uitbreken van de Eerste Wereldoorlog verboden werd om grondstoffen voor de oorlogsproductie te sparen. Bourne kon vanaf 1919 de productie weer opstarten, maar in 1921 ging het bedrijf ter ziele.